# مركز الدبوسية الحدودي
معبر الدبوسية الحدودي أحد المعابر الخمسة على الحدود بين سوريا ولبنان يربط بين قريتي العبودية في لبنان و الدبوسية سوريا .
افتتح في آب 2007 وهو عبارة عن معبر جسري يبلغ طول الجسر /45/ م .ويتألف جسم المعبر من أربع ركائز وثلاث فتحات ... وقد تم تنفيذ الوصلات الطرقية ضمن الأراضي السورية واللبنانية على نفقة الحكومة السورية ويبلغ طول الوصلات الطرقية داخل الأراضي السورية المتصلة بالمعبر /331/ م بينما الوصلات ضمن الأراضي اللبنانية تبلغ /051/م حيث يبلغ طول المشروع برمته (الجسر والوصلات الطرقية) نحو /733/ م .
ويستطيع المعبر أن يؤمن انسيابية حركية في تنقل البضائع والأشخاص والسيارات الخاصة والشاحنة ويستوعب الكثافة المرورية بالنظر إلى هندسة الممرات واتساعها .. من جهة وماوفرته البنية الانشائية والهندسية من عوامل السلامة المرورية من حيث اشارات الدلالة، أو الشاخصات الطرقية التحذيرية والمحددات الجانبية على طرفي المعبر والعواكس الضوئية وحواجز الأمان الحديدية .